# 黄惠恩
黄惠恩（Ng Hui Ern，1991年6月1日—），馬來西亞女子羽毛球运动员，目前以自由人身分角逐國際賽事。其胞姊黄惠龄同為羽毛球运动员。

## 簡歷
2011年，黄惠恩夥拍黄惠龄先後贏得威爾斯羽毛球公開賽及愛爾蘭羽毛球公開賽女雙比賽冠軍。
2012年，黄惠恩夥拍黄惠龄贏得奧地利國際羽毛球賽冠軍。同年的暑假期間，姐妹二人跟大馬羽總達成協議，被批准和國家隊一同訓練三個月。
2013年8月，黄惠恩參加中國廣州舉行的世界羽毛球錦標賽，與黄惠龄出戰女子雙打項目，首圈以2-0淘汰紐西蘭選手晉級，但在第二圈就以1比2（13-21、22-20、23-25）不敵15號種子、南韓的李紹希/申昇瓚出局。

## 個人生活
黄惠恩與胞姊黄惠龄一同在英國的拉夫堡大學讀書，並修讀同一學科。

## 主要比賽成績
只列出曾進入準決賽的國際賽事成績：
| 年份   | 賽事                       | 公開賽級別 | 項目     | 搭檔          | 成績   |
| ------ | -------------------------- | ---------- | -------- | ------------- | ------ |
| 2008年 | 亚洲青年羽毛球錦標賽       | 其他       | 混合團體 | －            | 季軍   |
| 2009年 | 越南羽毛球大獎賽           | 大獎賽     | 女子雙打 | 賴沛君        | 準決賽 |
| 2009年 | 世界青年羽毛球錦標賽       | 其他       | 混合團體 | －            | 亞軍   |
| 2010年 | 馬來西亞羽毛球黃金大獎賽   | 黃金大獎賽 | 女子雙打 | 黄惠龄        | 亞軍   |
| 2010年 | 越南羽毛球大獎賽           | 大獎賽     | 女子雙打 | 黄惠龄        | 準決賽 |
| 2010年 | 印度羽毛球大獎賽           | 大獎賽     | 女子雙打 | 黄惠龄        | 亞軍   |
| 2011年 | 蘇格蘭羽毛球國際賽         | 國際挑戰賽 | 女子雙打 | 黄惠龄        | 亞軍   |
| 2011年 | 威爾斯羽毛球國際賽         | 國際挑戰賽 | 女子雙打 | 黄惠龄        | 冠軍   |
| 2011年 | 威爾斯羽毛球國際賽         | 國際挑戰賽 | 混合雙打 | 彼得·布里格斯 | 亞軍   |
| 2011年 | 愛爾蘭羽毛球國際賽         | 國際系列賽 | 女子雙打 | 黄惠龄        | 冠軍   |
| 2012年 | 奧地利羽毛球國際挑戰賽     | 國際挑戰賽 | 女子雙打 | 黄惠龄        | 冠軍   |
| 2012年 | 印尼羽毛球國際挑戰賽       | 國際挑戰賽 | 女子雙打 | 黄惠龄        | 準決賽 |
| 2012年 | 新加坡羽毛球國際系列賽     | 國際系列賽 | 女子雙打 | 黄惠龄        | 準決賽 |
| 2012年 | 新加坡羽毛球國際系列賽     | 國際系列賽 | 混合雙打 | 查特·奇雅加特 | 亞軍   |
| 2012年 | 越南羽毛球大獎賽           | 大獎賽     | 女子雙打 | 黄惠龄        | 亞軍   |
| 2013年 | 瑞典斯德哥爾摩羽毛球國際賽 | 國際挑戰賽 | 女子雙打 | 黄惠龄        | 準決賽 |
| 2013年 | 碧特博格羽毛球黃金大獎賽   | 黃金大獎賽 | 女子雙打 | 黄惠龄        | 亞軍   |
| 2013年 | 蘇格蘭羽毛球大獎賽         | 大獎賽     | 女子雙打 | 黄惠龄        | 亞軍   |
| 2013年 | 愛爾蘭羽毛球公開賽         | 國際挑戰賽 | 女子雙打 | 黄惠龄        | 亞軍   |

| 2007-2017年 | 首要超級賽 | 超級賽 | 黃金大獎賽 | 大獎賽 | 國際挑戰賽 | 國際系列賽 | 未來系列賽 | 其他 |

| 2018-2026年 | 總決賽 | 超級1000賽 | 超級750賽 | 超級500賽 | 超級300賽 | 超級100賽 | 國際挑戰賽 | 國際系列賽 | 未來系列賽 | 其他 |

### 奧運會和世錦賽參賽紀錄
|          | 搭檔   | 2011 | 2012 | 2013 | 2014 |
| -------- | ------ | ---- | ---- | ---- | ---- |
| 女子雙打 | 黄惠龄 | 32強 | －   | 32強 | 32強 |